# لیوبن کاراولووو
لیوبن کاراولووو (به بلغاری: Lyuben Karavelovo) یک منطقهٔ مسکونی در بلغارستان است که در شهرستان اکساکاوو واقع شده‌است.
 لیوبن کاراولووو   ۳۴۶ متر بالاتر از سطح دریا واقع شده‌است.